# Рево
Рево̀ (на италиански: Revò; на ладински: Rvoù, Ръвоу) е село и община в Северна Италия, автономна провинция Тренто, автономен регион Трентино-Южен Тирол. Разположено е на 724 m надморска височина. Населението на общината е 1290 души (към 2018 г.).